# ONE PIECE 打倒！海賊強薩克！
《ONE PIECE 打倒！海賊強薩克！》（日语：ONE PIECE 倒せ!海賊ギャンザック）是於1998年在Jump Festa上映的《ONE PIECE》第一部OVA版動畫，本作製作公司為Production I.G，導演為谷口悟朗，角色原案為尾田榮一郎。
本片和后来的电视版动画不同，是赛璐珞动画。配音員也有所不同（魯夫聲優為高乃麗，索隆聲優為高木涉，娜美聲優為豐口惠）。另外，此片还被濱崎達弥改編成小說熱賣。

## 劇情
魯夫他們三人在海上漂流的時候，小船被突然出現的巨大長頸龍和砲彈擊沉而漂到某座島，再那裡他們遇到了穿著盔甲，手持长斧的少女梅達卡，魯夫從她口中得知統治著這座島嶼的，是自稱海賊貴族的惡棍強薩克，不但島上的食物都被搶走，連居民都被抓去當建造“惡魔塔”的勞工……

## 角色
魯夫（聲優：高乃麗）
索隆（聲優：高木涉）
娜美（聲優：豐口惠）
強薩克（聲優：若本規夫）
統治某座島嶼的海賊，組織了一個海賊團，逼迫島上的居民成為勞工為他建造“惡魔塔”，因為穿著一身螃蟹裝，魯夫並以“螃蟹”這個綽號來稱呼他，飼養了一頭巨大的長頸龍。
梅達卡（聲優：田中潤）
某座島嶼的居民，路飛漂流到島上時，遇到的一個穿著二頭身的盔甲少女，她的母親是個海軍，過去曾為了保護島嶼不受海賊攻擊而壯烈犧牲，使梅達卡變的非常討厭海賊，一心想救出被抓走的父親而慫恿魯夫他們去和強薩克戰鬥。
海林格（聲優：澤木郁也）
某座島嶼的居民，梅達卡的父親，被強薩克抓去當勞工。
司基德（聲優：石森達幸）
某座島嶼的居民，梅達卡的祖父。

## 製作
- 腳色・監督：谷口悟朗
- 劇本：北嶋博明
- 劇本協力：Sudouurao
- 人物設計：香川久
- 作畫監督：香川久、玉川達文
- 設計協力：佐藤正浩
- 美術監督：脇威志
- 色彩設計、指定：柴田亜紀子
- 攝影監督：安津畑隆
- 編集：三木幸子
- 音響監督：田中英行
- 音樂：元道俊哉
- 音響効果：今野康之
- 製片人：大徳哲雄、寺川英和
- 製作：Production I.G

## 歌曲
主題曲
作詞/作曲：元道俊哉、主唱/演奏：Chie＆まーくん